# Karl H. Pribram
Pour les articles homonymes, voir Pribram.
Karl H. Pribram (né le 25 février 1919, à Vienne (Autriche) et décédé le 19 janvier 2015) est chercheur en psychologie et sciences cognitives à l’université de Georgetown, Washington (États-Unis). Professeur à l’université Stanford, et pionnier de la recherche sur le cortex cérébral, il est connu pour avoir développé le modèle holonomique du cerveau et de la fonction cognitive et pour sa contribution à la recherche neurologique actuelle sur les engrammes. Il s'est également intéressé à la base neurophysiologique des expériences « spirituelles ».

## Théorie
En 1969 à l'université Stanford, le Dr Karl H. Pribram, physiologiste du cerveau renommé, suggéra que l'hologramme offrait un puissant modèle des processus cérébraux. 
Cette intuition résulta d'une analogie consistant à relier deux découvertes contemporaines interdisciplinaires :
- D'une part la découverte, en physiologie, en 1963, par le prix Nobel de Médecine Sir John C. Eccles des microchamps d'Eccles, milliers d'ondes électriques se propageant à courte distance localement autour de chacun des milliers de synapses de chacun des neurones constituant le cerveau. Aujourd'hui, ces microchamps sont plutôt appelés potentiels postsynaptiques.

- D'autre part, la découverte, en optique, en 1948, de l'holographie par le prix Nobel de physique Dennis Gabor.

L'analogie consista alors à proposer la thèse selon laquelle ces milliards d'ondes du cerveau pourraient former des interférences puis des sortes d'hologrammes cérébraux pouvant, peut-être, servir de support biophysique aux processus de la pensée et de la mémoire. Rappelons que l'hologramme est un processus mathématique dont la portée n'est pas restreinte au seul domaine de l'optique.
En 1971, le Dr David Bohm conforta la théorie de Pribram et soumit la proposition d'une organisation holographique de l'univers. Pribram stipula que notre cerveau se comporte comme un hologramme et que la vraie réalité se trouve dans l'énergie que détectent nos sens et pas dans les objets que nous appelons réels. Pour lui, nos sens s'entendent pour créer l'illusion du monde qui nous entoure.